# Normalfilm
Normalfilm ist die traditionelle Bezeichnung für das am weitesten verbreitete Format von Kinefilm, dem fotografischen Film für Kino- und Werbefilmproduktionen, mit der Breite von 34,975 ± 0,025 Millimetern, auch 35-mm-Film genannt. Die ursprüngliche Vermaßung war 1⅜ Zoll (34,925 mm). Am Ursprung dieser Streifenbreite stand William K. L. Dickson. 
Den 35-mm-Film verwendete Oskar Barnack 1913 zum ersten Mal auch in der Kleinbildfotografie (Ur-Leica Camera).
Mit der Norm ISO 491 sind die Abmessungen des Normalfilms festgelegt. Eine Sammlung der für die Kinematografie relevanten technischen Vorschriften ist das Normenhandbuch 17 der International Organization for Standardization mit Sitz in Genf.
Normal am Normalfilm sind die Filmbreite, Anordnung und Form der Perforationslöcher, Lage und Größe des zu belichtenden Einzelbildes (Kameravorschrift), Lage und Breite eventueller Lichttonspur und die Einzelheiten des Wiedergabefilms (Kopiervorschrift).
Es gibt bis heute keine internationale Norm für die Bildfrequenz, weder bei der Aufnahme, noch bei der Wiedergabe. 24 Bilder pro Sekunde sind normal aus der nationalen Praxis der Vereinigten Staaten von Amerika. In einer Minute laufen 27,36 Meter Film durch eine Normalfilmkamera. Die entsprechenden Normen wurden 1929 bei der Academy of Motion Picture Arts and Sciences, Los Angeles, vereinbart. Heute ist das American National Standards Institute, New York City, zuständig.
Im weiteren Sinne gibt es noch folgendes Normale um den Normalfilm: 1000 Bilder pro Minute sind eine historische Zahl, welche als Bildfrequenz verschiedentlich auftritt. Der ursprüngliche Filmschritt, wie ihn Dickson festlegte, entspricht einem Sechzehntel des angelsächsischen Fußes. Normalerweise dreht man die Kurbel einer klassischen Filmkamera zwei Mal in der Sekunde, weil auf der Kurbelachse eine Wickelzahnrolle sitzt, die acht Filmschritte Umfang hat. Der normale Filmschritt ist verbunden mit dem Normalbild im Seitenverhältnis Drei zu Vier. Normale Rohfilmportionen sind 100, 200, 400, 500 und 1000 Fuß. Ab 1936 ist man zum normalen Vorführakt von 2000 Fuß übergegangen, um die Kopienverstümmelung zu reduzieren.

## Relevante ISO-Vorschriften
- ISO  491, Rohfilm; die vier Perforationstypen Negativ (ursprünglich „Bell & Howell“), Positiv („Kodak Standard“), DH (Dubray-Howell) und AC (American CinemaScope)
- ISO  543, Sicherheitsfilm
- ISO   23, Gebrauch in Kamera
- ISO   70, Tonspur
- ISO 2906, Bildfenster
- ISO 2907, Projizierbarer Bildausschnitt
- ISO 2939, Vorführpositiv
- ISO 3047, Kameraspule „H“(undred Foot), Fassungsvermögen von hundert Fuß
- ISO 4241, Start- und Endband

### Belege
Der Begriff Normalfilm erscheint in der gesamten deutschsprachigen Fachliteratur. Stellvertretend seien hier erwähnt das
- Kinotaschenbuch der Firma Philips, 1955 (S. 56);
- Kinotechnisches Taschenbuch der Firma Eugen Bauer, 1955 (S. 1);
- Technisches Kinotaschenbuch der Firma Zeiss-Ikon, 1956 (S. 18)